# Gordiuszi csomó

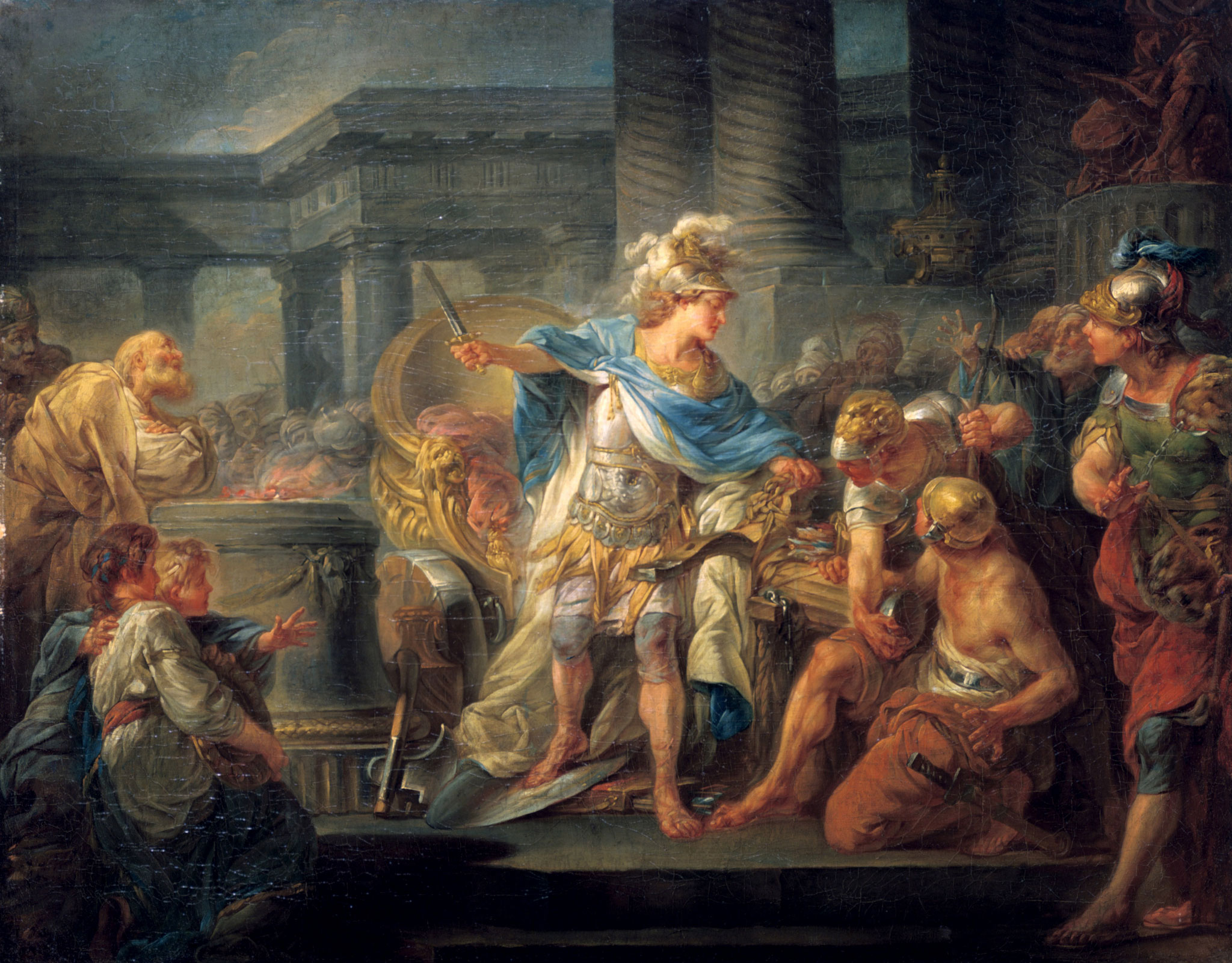
„Nem számít, hogyan bomlanak szét!” Nagy Sándor elvágja a gordiuszi csomót (Jean-Simon Berthélemy (1743–1811) festménye)

A gordiuszi csomó egy Nagy Sándorhoz és a phrügiai Gordion városához kötődő legenda. Gyakran említik metaforaként azokban az esetekben, amikor egy látszólag megoldhatatlan problémát valaki egy váratlan húzással egy csapásra megold:
„A kormányzat bármely kuszált ügyének

Gordius-bogát oly könnyen oldja meg,

Mint térdszalagját.” (Shakespeare: V. Henrik, ford.: Lévay József 1. felvonás 1. szín 45–47)

## A legenda
Valamikor régen a phrügiaiaknak nem volt királyuk, ezért Phrügia ősi fővárosának, Telmisszosznak a jósa úgy döntött, hogy az első olyan ember legyen a király, aki egy ökrösszekérrel érkezik a városba. Egy Gordiasz nevű parasztembert ért ez a szerencse, akinek sorsát korábban egy Zeusztól kapott isteni jel, egy a szekerére szálló sas is megjövendölte. Amint belépett a városba, a papok megválasztották királynak. Hálája jeléül Gordiasz fia, Midasz, a szekeret Szabaziosz phrügiai istennek ajánlotta fel (akit a görögök Zeusszal azonosítottak), a szekér jármát pedig egy tekervényes, somfaháncsból font csomóval illesztette a rúdhoz úgy, hogy a kötél végeit a csomó belsejébe rejtette. Amikor Nagy Sándor i. e. 333-ban hódító hadjáratában megérkezett Gordionba, Phrügia már csupán a Perzsa Birodalom egyik szatrapiája volt, azonban a szekér még mindig a királyi palotában állt.
A legenda szerint, aki ki tudja bontani a csomót, az lesz Ázsia ura. Lehetséges azonban, hogy ezt Nagy Sándor támogatói találták ki, hogy a makedón királynak kedvezzenek. Ebben az időben "Ázsia" alatt azonban csupán Kis-Ázsiát értették, tehát még Nagy Sándor sem sejthette, hogy egészen a Hindukusig terjedő birodalom ura lesz. A leginkább elterjedt verzió szerint, miután Sándor egy ideig tanácstalanul nézte a csomót, végül egyszerűen elvágta azt. Arisztobulosz szerint azonban egyszerűen kihúzta a hesztórnak (ereszték) nevezett szeget, amely a jármot és a rudat összetartotta, így vágás nélkül szét tudta bontani a csomót. Ezt a verziót mondja el Plutarkhosz és Arrianosz is. A még aznap éjjeli mennydörgést és villámlást a próféták Zeusz elégedettségének jeleként értelmezték.
Nagy Sándor végül az Indus és Óxosz folyókig meghódította Ázsiát, ezzel beteljesítve a jóslatot.